# Porcelanaste sanje
Porcelanaste sanje (2007) je pesniška zbirka, ki jo je napisala Tatjana Pregl Kobe. Prvič je izšla leta 2007 v Ljubljani pri Založbi Mondena. Celotno zbirko je ilustriral Tadej Torč. 

## Analiza
Zbirko sestavlja 99 trivrstičnic,  ki se imenujejo haiku.  Haiku izhaja iz tristo let stare japonske tradicije, ki ima zelo strogo in premišljeno obliko. Haiku je sestavljen iz treh verzov. Prvi ima pet zlogov, drugi sedem, in tretji spet pet. Je zelo preprosta in neposredna pesnička oblika, brez metafor. Vsebinsko se pesnica odmika od klasičnih zapovedi te poezije, dosledno pa se drži njegove oblike. 
Gre za »doživete trenutke«, ki jih je pesnica zapisala na papir. V verzih se prepletajo motivi svetlobe, teme, narave, čustev ter minljivosti. Pesnica verjame v medsebojno povezanost, v prenose misli in energije. v teh podobah ohranja trenutke, ki govorijo tako o večnosti kot o miljivosti, trenutkih, ki so krhki in dragoceni kot najdragocenejši porcelan.